# Thierry Henry
Thierry Daniel Henry (Les Ulis, Isla de Francia, 17 de agosto de 1977) es un exfutbolista y entrenador francés. Como jugador, se desempeñó en la posición de delantero, siendo considerado como uno de los mejores de todos los tiempos y uno de los mejores jugadores de su época.
En 2003 y 2004, Henry fue elegido como segundo en los premios al Jugador Mundial de la FIFA y del Balón de Oro. Recibió el Once de Oro al mejor futbolista de Europa en 2003 y 2006. Fue nombrado el Jugador del Año por los Jugadores de la PFA dos veces, el Futbolista del Año de la FWA tres veces, y fue nombrado en el Equipo del Año de la PFA seis veces seguidas. También fue incluido en el XI Mundial de FIFA/FIFPro una vez y en el Equipo del Año de la UEFA cinco veces. En el pasado fue una figura de Nike, y uno de los futbolistas más comercializados durante la década de los años 2000.
Henry hizo su debut profesional en el A. S. Mónaco en 1994 para más tarde fichar por los campeones defensores de la Serie A, la Juventus. Sin embargo, el poco tiempo de juego que disponía en el club italiano lo llevó a fichar por el club inglés Arsenal F. C. por £ 11 millones de libras esterlinas en 1999. Bajo el mandato de su mentor y entrenador, Arsène Wenger, Henry se convirtió en un prolífico delantero y el máximo anotador de todos los tiempos del Arsenal con 228 goles en todas las competiciones. Ganó la Bota de Oro de la Premier League cuatro veces -marca récord-, ganó dos FA Cup y dos títulos de la Premier League con el club, incluido uno durante una temporada invicta llamada Los Invencibles. Pasó sus últimas dos temporadas con el Arsenal como capitán del club, llevándolos a la final de la UEFA Champions League 2005-06, siendo considerado por expertos y periodistas, como el mejor jugador en la historia de la Premier League.  En junio de 2007, se trasladó al F. C. Barcelona. En la temporada 2008-09, fue parte clave del histórico triplete del club cuando ganaron La Liga, la Copa del Rey y la UEFA Champions League. En 2010, se unió a los New York Red Bulls de la Major League Soccer (MLS). Regresó al Arsenal prestado por dos meses en 2012, antes de retirarse en 2014.
Henry tuvo éxito con la Selección de Francia, ganando el Mundial de Francia 1998, la Eurocopa 2000 y la Copa FIFA Confederaciones 2003. Fue galardonado como el Jugador francés del año cinco veces. También fue nombrado miembro del Equipo del Torneo de la Eurocopa 2000, galardonado con el Balón de Oro y la Bota de Oro de la Confederaciones 2003 y fue nombrado miembro del Equipo estelar del Mundial 2006. En octubre de 2007, se convirtió en el máximo goleador de su país. Después de acumular 123 apariciones y 51 goles, Henry se retiró del fútbol internacional después de la Copa Mundial de la FIFA 2010.
El 14 de diciembre de 2020, fue incluido como extremo izquierdo en el tercer Dream Team histórico del Balón de Oro.
Después de retirarse, Henry pasó a ser entrenador. Comenzó a entrenar a los equipos juveniles del Arsenal en febrero de 2015, junto con su trabajo como analista de Sky Sports. En 2016, fue nombrado entrenador asistente en la selección de Bélgica, antes de asumir el cargo de director técnico en su ex club Mónaco en 2018. Fue relevado de Mónaco en enero de 2019 y regresó a la MLS menos de un año después para entrenar al CF Montréal. El 25 de febrero de 2021, abandonó el CF Montréal por motivos familiares. En mayo de 2021, volvió a incorporarse al cuerpo técnico de la selección de Bélgica.
Desde 2022 es accionista del Como 1907.

## Biografía
Henry es de herencia antillana: su padre, Antoine, es de Guadalupe (isla La Deseada), y su madre, Maryse, es de Martinica. Nació y creció en el suburbio de Les Ulis, en París, que, a pesar de ser visto a veces como un barrio duro, proporcionó buenas instalaciones futbolísticas. Cuando tenía siete años, Henry mostró un gran potencial, lo que llevó a Claude Chezelle a reclutarlo para el club local CO Les Ulis. Su padre lo presionó para que asistiera al entrenamiento, aunque el joven Thierry no estaba particularmente atraído por el fútbol. Se unió al US Palaiseau en 1989, pero después de un año su padre se peleó con el club, por lo que Henry se cambió al ES Viry-Châtillon y jugó allí durante dos años. El entrenador estadounidense del Palaiseau, Jean-Marie Panza, el futuro mentor de Henry, lo siguió hasta allí.

## Carrera como jugador

### 1992–1999: Comienzos en Mónaco y traslado a la Juventus
En 1990, el Mónaco envió al ojeador Arnold Catalano para ver a Henry, con 13 años, en un partido. Henry anotó los seis goles y su equipo ganó 6-0. Catalano le pidió que se uniera al Mónaco sin siquiera realizar una prueba. Catalano solicitó que Thierry completara un curso en la academia elite INF Clairefontaine, y a pesar de la renuencia del director a admitir a Henry debido a sus malos resultados escolares, se le permitió completar el curso y se unió al Mónaco de Arsène Wenger como jugador juvenil. Posteriormente, Henry firmó un contrato profesional con Mónaco e hizo su debut profesional el 31 de agosto de 1994, en una derrota por 2-0 contra el Niza. Aunque Wenger creía que Henry podía explotar como delantero, lo colocó en la banda izquierda como extremo porque creía que su ritmo, su control natural del balón y su habilidad serían más efectivos contra los laterales que los centrales.
Después de un prometedor comienzo de su carrera en Mónaco, Henry fue nombrado el Futbolista Francés Joven del Año en 1996, y en la temporada 1996–97, sus buenas actuaciones ayudaron al club a ganar el título de la Ligue 1. Durante la temporada 1997–98, jugó un papel decisivo en llevar a su club a las semifinales de la UEFA Champions League, estableciendo un récord en Francia al anotar siete goles en la competencia. En su tercera temporada, recibe su primer llamado para el equipo nacional, y formó parte del plantel campeón del Mundial de 1998. Continuó impresionando en su etapa en Mónaco, y en sus cinco temporadas con el club francés, el joven extremo anotó 20 goles en liga en 105 apariciones.
Henry dejó Mónaco en enero de 1999, un año antes que su compañero íntimo y más cercano, David Trezeguet, y se mudó al club italiano Juventus por £ 10.5 millones. Allí continuó jugando en la banda, como extremo y en el mediocampo como volante, pero fue ineficaz como goleador, luchando contra la disciplina defensiva exhibida por los equipos en la Serie A, registrando solo tres goles en apenas 16 apariciones. En 2019, en el podcast de Jamie Carragher The Greatest Game, Henry atribuyó desacuerdos con, el entonces director general de la Juve, Luciano Moggi, como su razón para abandonar el club.

### 1999–2007: llegada al Arsenal, explosión y éxito

#### Primeras temporadas y asentamiento en Inglaterra (1999-2001)
Infeliz en Italia, Henry fue transferido de la Juventus el 3 de agosto de 1999 al Arsenal F. C. por una tarifa estimada de £ 11 millones de libras esterlinas, reuniéndose con su exentrenador Arsène Wenger, y uniéndose al proyecto del entrenador francés de competir la liga al Manchester United de Alex Ferguson. Fue en el Arsenal que Henry se hizo un nombre como un futbolista de clase mundial, y aunque su transferencia estuvo repleta de dudas por parte de aficionados y periodistas, Wenger estaba convencido de que valía la pena el precio pagado por el joven jugador. Traído como reemplazo del compañero delantero francés Nicolas Anelka, Henry fue inmediatamente reconvertido en un delantero por Wenger, una medida que tendría grandes recompensas en los años venideros. Sin embargo, surgieron dudas sobre su capacidad para adaptarse al juego inglés rápido y físico cuando no logró anotar en sus primeros ocho juegos. Después de varios meses difíciles en Inglaterra, Henry incluso admitió que tenía que "volver a aprender todo sobre el arte de marcar". Estas dudas se disiparon cuando terminó su primera temporada en el Arsenal con una impresionante cifra de 26 goles. El Arsenal terminó segundo en la Premier League detrás del Manchester United y perdió en la final de la Copa de la UEFA contra el club turco Galatasaray.
Luego de una victoriosa campaña en la Eurocopa 2000 con el equipo nacional, Henry estaba listo para causar un impacto en la temporada 2000-01. A pesar de registrar menos goles y asistencias que en su primera temporada, la segunda temporada de Henry con el Arsenal demostró ser un gran avance, ya que se convirtió en el máximo goleador del club. Su gran repertorio de goles incluyó un espectacular gol contra el Manchester United donde levantó la pelota (de espalda hacia la portería), para luego girar y disparar desde 30 metros. El gol también tuvo una icónica celebración en la que recreó un gesto de un anuncio publicitario de Budweiser. Acompañado con uno de los mejores ataques de la liga, el Arsenal terminó en segundo lugar ante los eternos rivales del Manchester United en la Premier League. El equipo también llegó a la final de la FA Cup, perdiendo 2-1 ante el Liverpool. A pesar de las buenas campañas del equipo, Henry seguía frustrado por el hecho de que aún no había ayudado al club a ganar títulos, expresando su deseo de establecer el Arsenal como una potencia.

#### Llegada de títulos,Los Invenciblesy dominio absoluto en la tabla de goleadores (2002-2004)
Con el equipo asentado y Henry ya considerado una estrella de la liga, varios periodistas y aficionados empezaron a exigir títulos más frecuentemente al equipo. El éxito finalmente llegó durante la temporada 2001–02. El Arsenal terminó siete puntos por encima del Liverpool para ganar el título de la Premier League, y derrotó al Chelsea por 2-0 en la final de la FA Cup. Henry se convirtió en el máximo goleador de la liga y anotó 32 goles en todas las competiciones, y llevó al Arsenal al doblete y su primera medalla con el club. Había muchas expectativas de que Henry replicaría su gran momento de forma en el Arsenal para Francia durante el Mundial de Corea-Japón 2002, pero los campeones defensores sufrieron una sorpresiva eliminación en fase de grupos sin anotar un gol.
La temporada 2002–03 demostró ser otra temporada productiva para Henry, ya que marcó 32 goles en todas las competiciones y contribuyó con 23 asistencias, marcas notables para un delantero. Llevó al Arsenal a otro triunfo en la FA Cup (donde fue el MVP en la final), aunque el Arsenal no pudo retener su título de la Premier League. A lo largo de la temporada, compitió con Ruud van Nistelrooy del Manchester United por el puesto del máximo goleador de la liga, pero el neerlandés superó a Henry en la Bota de Oro por un solo gol. No obstante, Henry fue nombrado Jugador del Año de los Jugadores de la PFA y Futbolista del Año de la FWA. Su creciente estatus como uno de los mejores futbolistas del mundo se afirmó cuando salió segundo para el premio al Jugador Mundial de la FIFA. Con 24 goles y 20 asistencias en la liga, Henry estableció un nuevo récord como la mayor cantidad de asistencias en una sola temporada de la Premier League, y también se convirtió en el primer jugador en el siglo XXI en registrar al menos 20 goles y 20 asistencias en una sola temporada en una de las cinco mejores ligas de Europa.
Al comenzar la temporada 2003-04, el Arsenal estaba decidido a reclamar la corona de la Premier League tras el fallido intento de defender el título la temporada pasada. Henry fue nuevamente fundamental en la campaña excepcionalmente exitosa del Arsenal; junto con jugadores como Dennis Bergkamp, Patrick Vieira, Freddie Ljungberg y Robert Pires, Henry se aseguró de que los gunners se convirtieran en el primer equipo en más de un siglo en pasar invicto toda la temporada de la liga nacional, obteniendo el título de la liga en el proceso. Además de ser nombrado por segundo año consecutivo como Jugador del Año de los Jugadores de la PFA y Futbolista del Año de la FWA, Henry emergió una vez más como segundo del premio al Jugador Mundial de la FIFA 2004. Con 39 goles marcados en todas las competiciones, el francés lideró la tabla en goles marcados y ganó la Bota de Oro por primera vez en su carrera. Sin embargo, como fue el caso en 2002, Henry no pudo liderar a la selección nacional al título de la Eurocopa 2004.
Esta racha de éxitos se complicó cuando el Arsenal falló nuevamente en competir los títulos consecutivos de la liga cuando perdieron ante el Chelsea en la temporada 2004-05, aunque el Arsenal ganó la FA Cup (la final de la cual Henry se perdió por lesión). Henry mantuvo su reputación como uno de los delanteros más temidos de Europa, ya que lideró la tabla de goleadores, y con 31 goles en todas las competiciones, fue el co-receptor (con Diego Forlán) de la Bota de Oro, convirtiéndose en el primer jugador en ganar oficialmente el premio dos veces seguidas (Ally McCoist había ganado dos botas de oro seguidas, pero ambas se consideraron no oficiales). La inesperada partida del capitán del Arsenal, Patrick Vieira, en el cierre de la temporada de 2005 llevó a que Henry obtuviera la capitanía del club, un papel que muchos consideraron que no era adecuado para él; la capitanía se da más comúnmente a los defensores o centrocampistas, que están mejor ubicados en el campo para leer el juego. Además de ser el máximo goleador, fue responsable de liderar un equipo muy joven que aún no se había solidificado por completo.

#### Nueva generación, últimos años en Inglaterra y final de Champions League (2005-2007)

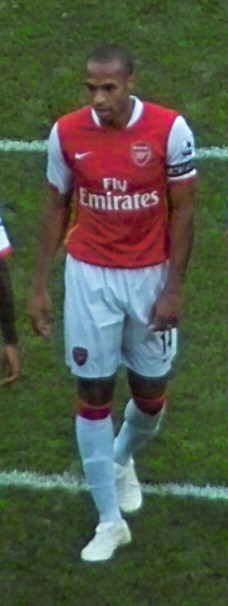
Henry llevando la cinta de capitán del Arsenal en 2006.

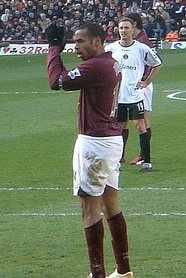
Henry ante el Charlton, llevando la icónica vestimenta del Arsenal en honor al último año de Highbury en 2006.

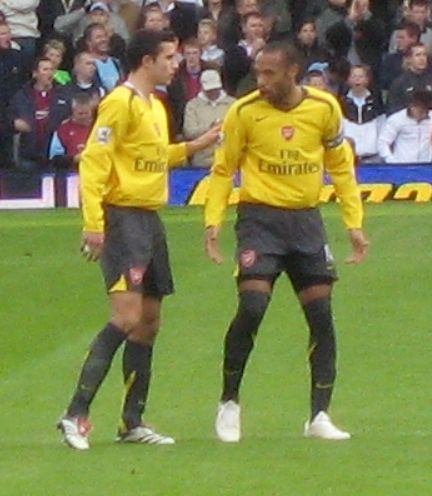
Tras la retirada de Dennis Bergkamp, Henry empezó a hacer pareja en ataque junto a Robin van Persie en 2006.

La temporada 2005-06 demostró ser uno de los logros personales más notables para Henry. El 17 de octubre de 2005, Henry se convirtió en el máximo goleador del club de todos los tiempos; dos goles contra Sparta Praga en la Champions League significaron que rompió el récord de 185 goles de Ian Wright. El 1 de febrero de 2006, marcó un gol contra el West Ham United, elevando su cuenta de gol en liga a 151, rompiendo el récord de goles en liga de la leyenda del Arsenal, Cliff Bastin. Henry anotó su gol número 100 en la liga en Highbury, una hazaña incomparable en la historia del club y un logro único en la Premier League. En el último día de la temporada de la Premier League, Henry anotó un hat-trick contra el Wigan Athletic en el último partido jugado en Highbury. Completó la temporada como el máximo goleador de la liga, fue votado como el Futbolista del Año de la FWA por tercera vez en su carrera, y fue seleccionado en el FIFA World XI por primera vez.
Sin embargo, el Arsenal no pudo volver a ganar el título de la Premier League, pero las esperanzas de un trofeo revivieron cuando el Arsenal llegó a la Final de la UEFA Champions League de 2006. Los gunners finalmente perdieron 2-1 ante el Barcelona, y la incapacidad del Arsenal para ganar el título de la liga durante dos temporadas consecutivas, combinada con la relativa inexperiencia del equipo del Arsenal, causó muchas especulaciones de que Henry se iría a otro club. Sin embargo, declaró su amor por el club y aceptó un contrato de cuatro años, y dijo que se quedaría en el Arsenal de por vida. El vicepresidente del Arsenal, David Dein, afirmó más tarde que el club había rechazado dos ofertas de £ 50 millones de clubes españoles por Henry antes de la firma del nuevo contrato. Si la transferencia se hubiera materializado, habría superado el récord mundial de £ 47 millones pagado por Zinedine Zidane.
La temporada 2006-07 de Henry estuvo marcada por lesiones. Aunque marcó 10 goles en 17 apariciones a nivel doméstico para el Arsenal, la temporada de Henry se truncó en febrero. Habiendo perdido juegos debido a problemas en los isquiotibiales, los pies y la espalda, se lo consideró lo suficientemente en forma como un sustituto tardío contra el PSV en un partido de la Champions League, pero comenzó a cojear poco después de ingresar. Los resultados al día siguiente revelaron que necesitaría al menos tres meses para sanar de nuevas lesiones en la ingle y el estómago, perdiéndose el resto de la temporada 2006-07. Wenger atribuyó las heridas de Henry a una prolongada campaña 2005-2006, y reiteró que Henry estaba interesado en quedarse con los gunners para reconstruir el equipo para la temporada 2007-08.

### 2007–2010: F. C. Barcelona y un históricotriplete

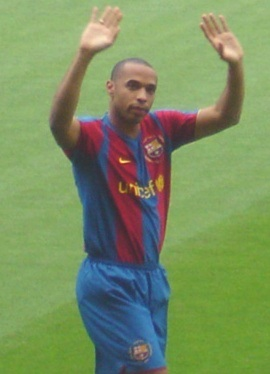
Henry en su presentación con el FC Barcelona en 2007.

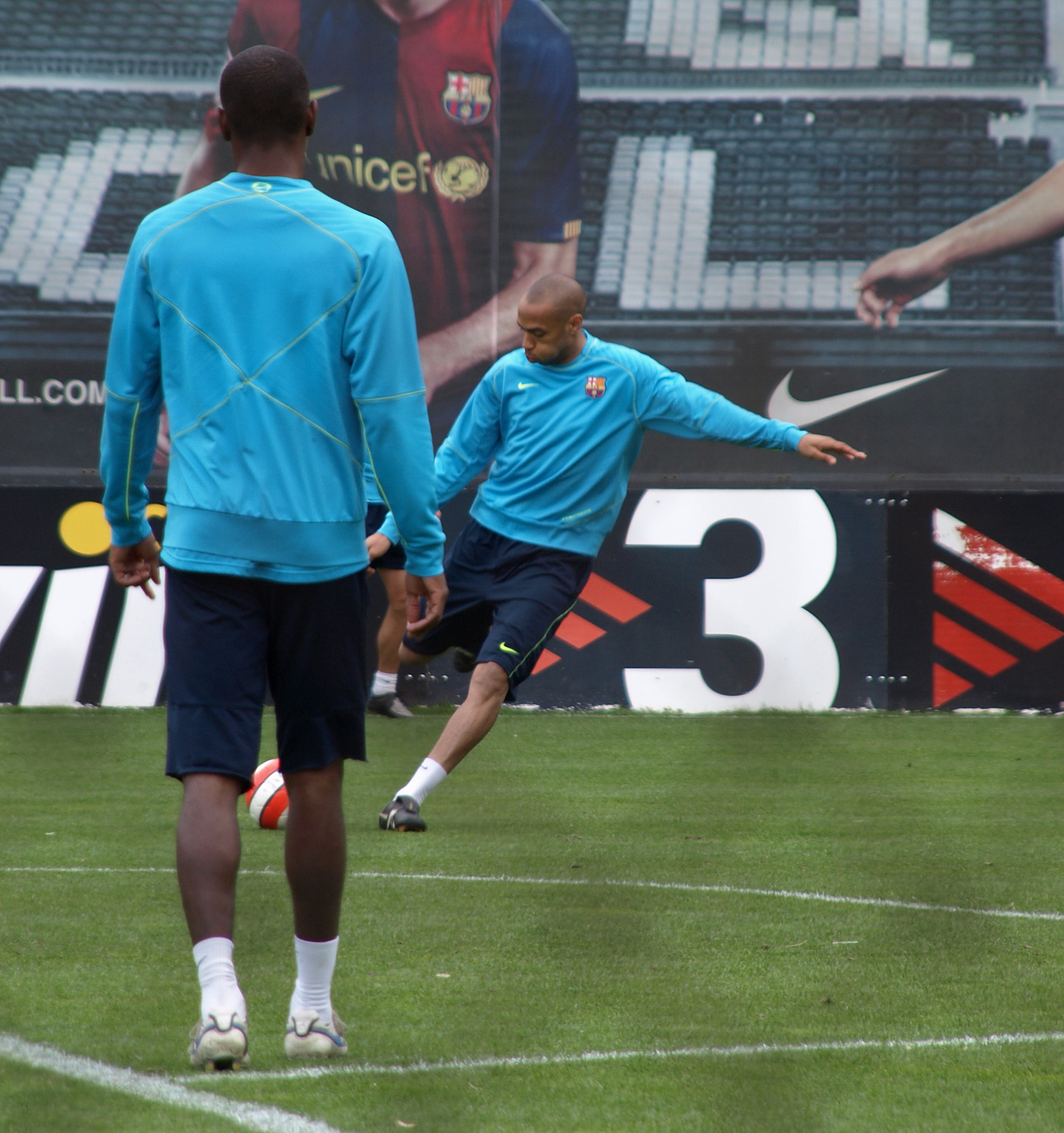
Thierry Henry entrenando con Éric Abidal en el campo de entrenamiento del F. C. Barcelona en 2008.

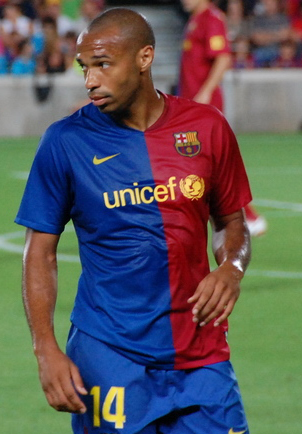
Henry en el año del triplete con el FC Barcelona en 2009.

El 25 de junio de 2007, en un inesperado giro de los acontecimientos, Henry fue transferido a Barcelona por €24 millones de euros. Firmó un contrato de cuatro años por un total de €6.8 (£ 4.6) millones por temporada. Se reveló que el contrato incluía una cláusula de liberación de €125 (£84.9 de libras) millones de euros. Henry objetó como excusas la partida de Dein y la continua incertidumbre sobre el futuro de Wenger como razones para partir, y sostuvo que "siempre dije que si alguna vez dejaba el Arsenal sería jugar para el Barcelona". A pesar de la partida de su capitán, Arsenal tuvo un comienzo impresionante para la campaña 2007-08, y Henry dijo que su presencia en el equipo podría haber sido más un obstáculo que una ayuda. Él dijo: "Debido a mi antigüedad, el hecho de que yo era el capitán y mi costumbre de gritar por el balón resultaba que a veces me lo daban incluso cuando no estaba en la mejor posición. Entonces, en ese sentido, era bueno para el equipo que yo me cambie". Henry dejó el Arsenal como el máximo goleador de la liga de todos los tiempos del club con 174 goles y el máximo goleador de todos los tiempos en competiciones europeas con 42 goles; en julio de 2008, los fanáticos del Arsenal lo votaron como El Mejor Jugador de la Historia del Arsenal en la encuesta 'Gunners Greatest 50 Players' de Arsenal.com.
Su presentación fue en el Camp Nou el 25 de junio ante unas 30.000 personas, donde mostró su nueva camiseta con el dorsal número 14, la misma que utilizaba en el Arsenal. Thierry marcó su primer gol con el club español ante el Dundee United, durante la pretemporada realizada en Escocia. Más tarde, en Hong Kong, marcó su segundo gol de cabeza. Se estrenó como goleador en competición oficial con el Barcelona en un partido de Champions League ante el Olympique de Lyon. En la Liga, se estrenó como goleador anotando un triplete ante el Levante, partido que acabó con resultado 4-1 a favor del conjunto azulgrana. Pero con Henry principalmente desplegado en la banda durante toda la temporada, no pudo replicar la misma capacidad de convertir goles que logró con el Arsenal. Expresó su descontento con el traslado al Barcelona en su primer año, produciendo en medio especulación de un posible regreso a la Premier League. En una entrevista con Garth Crooks en Football Focus de la BBC, Henry admitió extrañar su vida "en casa" e incluso "la prensa inglesa".
Al final de temporada sumó 19 goles entre Liga, Champions y Copa del Rey, aunque el Barcelona no consiguió ningún título oficial y su nivel y rendimiento físico quedaron muy por debajo de los mostrados en el Arsenal años atrás.

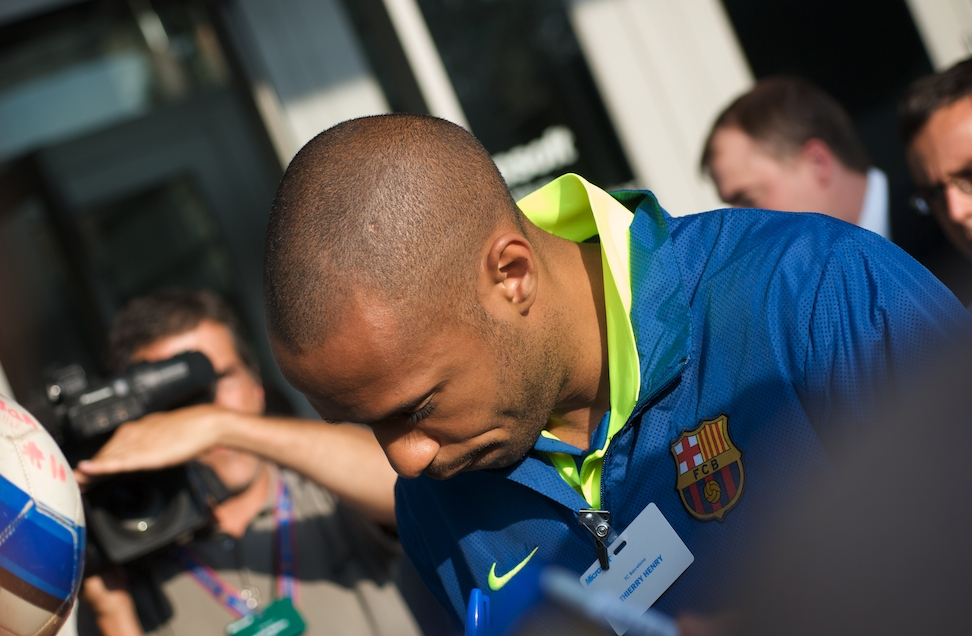
Henry firmando autógrafos a los hinchas del Barcelona en 2009.

En su segundo año como culé, se produce la llegada del joven e inexperto entrenador Josep Guardiola, quien acabaría siendo vital e importante en la etapa en España para Thierry. El 11 de marzo de 2009, consiguió dos goles en la vuelta de octavos de final de la Champions League, sumando así su gol número 50 (cuarenta y nueve goles en competición y uno en la previa) en la competición europea y superando a Alfredo Di Stéfano como tercer máximo goleador de la historia del torneo. Ese día también superó su anterior marca goleadora con el Barcelona.
En esta segunda temporada como jugador del Barcelona, Henry participó de manera importante en la consecución del título de Liga, anotando 19 goles, y con momentos brillantes como la victoria ante el mayor rival español del Barcelona, el Real Madrid, por 2-6 en el Estadio Santiago Bernabéu, partido importante que decidía virtualmente el título liguero, en el que Thierry participó en la goleada marcando dos de los seis tantos. Este encuentro le pasó factura, ya que en un encontronazo con Iker Casillas al transformar su segundo gol, sufrió una lesión en la rodilla por la que se perdió la final de la Copa del Rey, en la que el equipo blaugrana conquistó el primer título de la temporada 2008/09 tras derrotar al Athletic Club por 1-4 en el campo de Mestalla. Pocos días más tarde, el Barcelona se proclamaba campeón de la liga. El 27 de mayo de ese mismo año, el Barcelona ganaba la final de la Liga de Campeones ante el Manchester United por 2-0, con goles de Eto'o y Messi, consiguiendo así un triplete histórico. A Henry, mermado físicamente, se le vio el día de la final algo desaparecido ya que su mes de inactividad por la lesión de rodilla le pasó factura.
Arsène Wenger explicaba días más tarde que Henry se fue al Barcelona para tener la oportunidad de ganar la Liga de Campeones, el único gran torneo de fútbol que le faltaba en su palmarés tras haber ganado el Mundial y la Eurocopa con la selección francesa.
Después de conquistar el triplete, el Barcelona hace historia ganando la Supercopa de España, la Supercopa de Europa, y el Mundial de Clubes, culminando así un año perfecto, siendo el primer equipo en la historia del fútbol en conquistar todos los títulos disputados, seis en total, en un año. La temporada finaliza con el Barcelona como campeón de la Liga 2009/10.

### New York Red Bulls

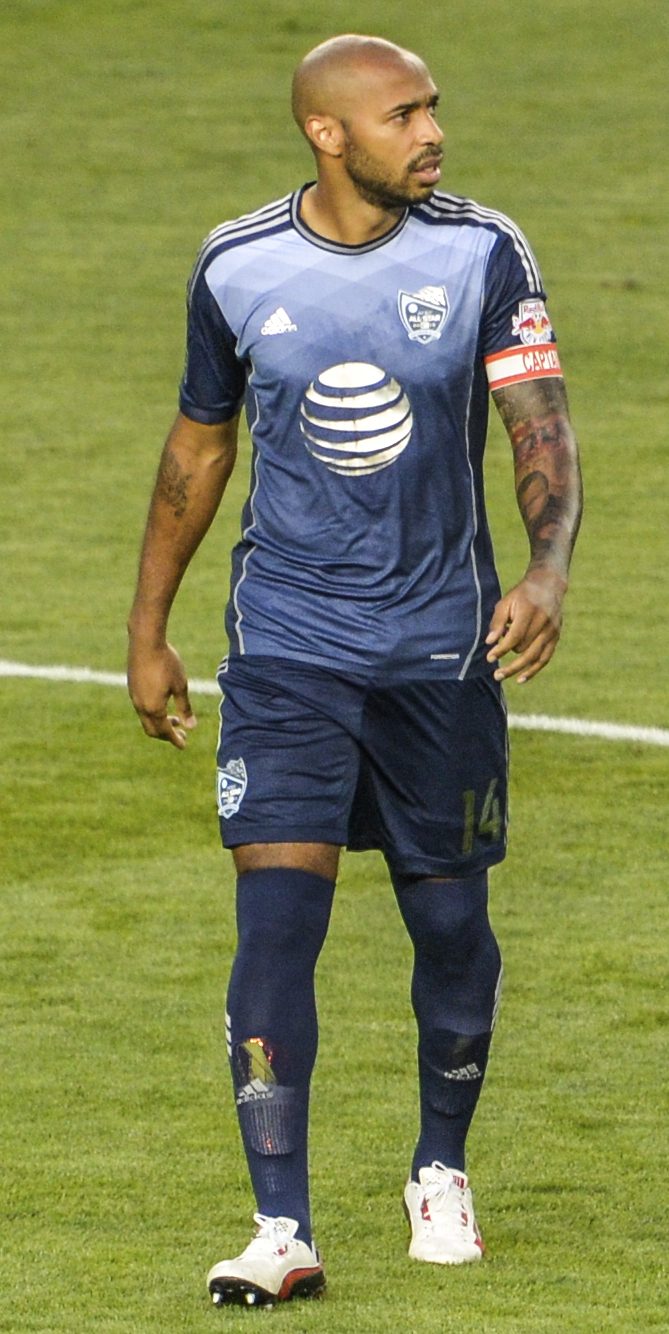
Thierry Henry jugando el Juego de las Estrellas de la Major League Soccer en 2013.

El 14 de julio de 2010 fue contratado por los New York Red Bulls de la MLS de Estados Unidos por cuatro años, junto a su compañero del Barcelona Rafa Márquez. Tití se convirtió en el jugador mejor pagado de la MLS (5,6 millones US$).
En los Red Bulls, consigue unos 14 goles en la primera temporada, demostrando un compromiso absoluto con el club y liga, ayudándola a crecer con su aporte social y económico.
El 6 de enero de 2012, se hace oficial el regreso de Henry al Arsenal, club en el cual es un ídolo, una total y absoluta leyenda para el club y para la liga inglesa en general. El préstamo era para dos meses gracias a una cesión de su club de origen en la MLS.
Muy aclamado por más de 50.000 espectadores, volvió a las canchas del Emirates Stadium en un partido por la FA Cup ante el Leeds United, disputado el 9 de enero de 2012. El mismo "Tití", quien entró en el segundo tiempo, marcó el único tanto del partido a los 78 minutos, permitiendo al Arsenal acceder a los dieciseisavos de final. En su tercer partido de la Premier League 2011/12 anotó el último gol del 7-1 del Arsenal al Blackburn Rovers.
El 11 de febrero de 2012, marca el gol del triunfo 2 a 1 de visitante frente al Sunderland cuando faltaban solamente 30 segundos para el final del partido. Este podría ser su último gol en el Arsenal, pues el técnico Arsène Wenger ya solamente lo usaría para enfrentarse al AC Milan en el partido de ida de los octavos de final de la Liga de Campeones de la UEFA 2011-12, pues después de ese partido, el regresaría a los Estados Unidos debido a que el préstamo se acaba a inicios de marzo.
El 15 de febrero de 2012 jugó su último partido en la derrota del Arsenal por 4 a 0 frente al AC Milan en el partido de ida de la Liga de Campeones, este partido también significó el regreso de Henry a dicha competición después de dos años. Henry no descartó la posibilidad de regresar nuevamente al Arsenal siempre y cuando el entrenador lo necesite. Así, el 17 de febrero culminó su cesión al Arsenal cuando regresó al New York Red Bulls de la MLS después de permanecer dos meses con los "gunners".En su regreso a Red Bulls, volvió a hacer una gran temporada, siendo uno de los líderes del equipo estadounidense en su intento insaciable por ganar la Copa de la MLS. Consiguió unas buenas cifras, metiendo 15 goles y realizando 10 asistencias durante la temporada. No obstante, se quedó a las puertas del título una temporada más al caer ante el DC United en las semifinales de conferencia.
Al finalizar la temporada, Henry fue seleccionado entre los finalistas para el premio al Jugador Más Valioso de la temporada de la MLS, pero el galardón finalmente fue para Chris Wondolowski. También se volvió a especular con un posible regreso al Arsenal a través de un préstamo por unos meses durante la entretemporada de la Major League Soccer, al igual como lo había hecho la temporada anterior.
En diciembre de 2014, anunció que abandonaba el club neoyorquino, y dos semanas después confirmó su retirada como futbolista profesional a los 37 años.

## Selección nacional

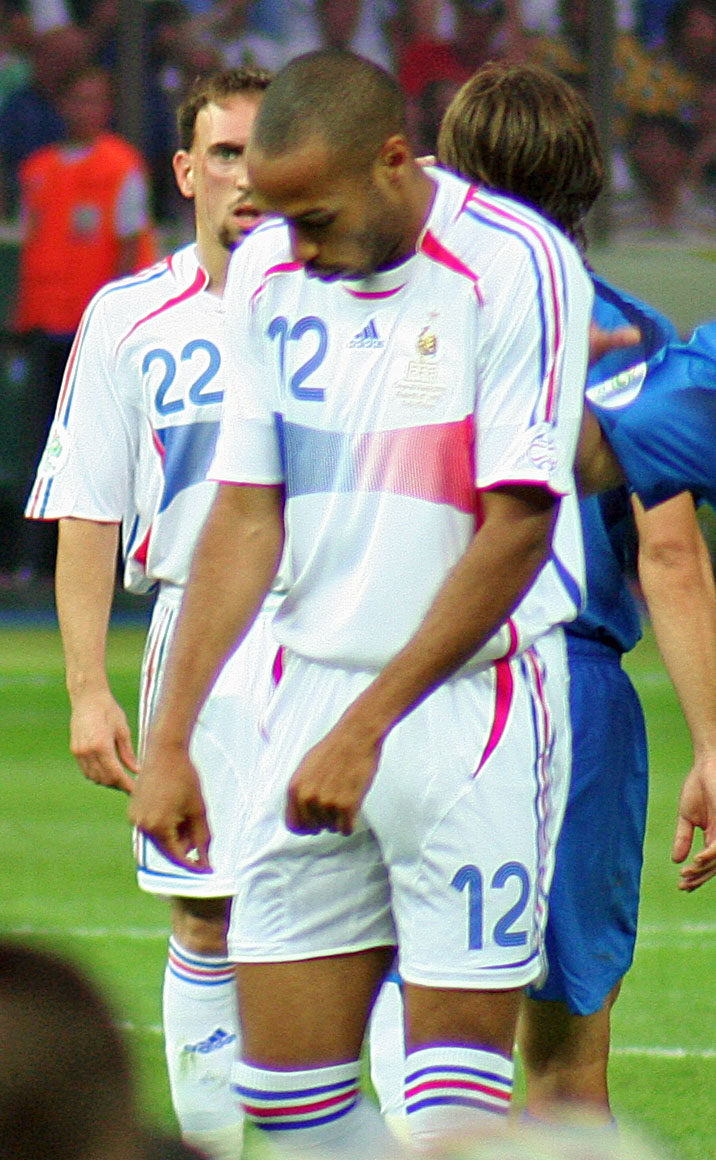
Henry en el Mundial 2006.

En 1997 tuvo su debut internacional en un partido entre las selecciones de Francia y Sudáfrica, ganando Francia 2-1. En 1998, jugó la Copa del Mundo de 1998, en la que se acabó proclamando campeón. Henry, a pesar de contar tan solo con 21 años y de ser por entonces un jugador relativamente desconocido a nivel mundial, acabó el torneo como máximo goleador de su equipo, al haber anotado 3 goles.
Henry volvería a destacar con su selección poco después, al ganar la Eurocopa 2000, en la que el delantero francés volvió a ser el máximo goleador de su equipo con otros 3 tantos.
También tuvo una determinante labor en la obtención de la Copa Confederaciones 2003, proclamándose goleador del certamen con cuatro goles, entre ellos el gol de oro en la final contra Camerún, golpeada por la muerte de Marc-Vivien Foé.
El 17 de octubre de 2007, en un partido de clasificación para la Eurocopa 2008 frente a Lituania, en el que anotó los dos goles de la victoria de Francia, se convirtió en el jugador francés con más goles en la historia de la selección francesa, situándose en ese momento con 43 goles y superando a Michel Platini, que había conseguido un total de 41.
El 11 de junio de 2010, día en el que Francia debutaba en el Mundial de Sudáfrica 2010, Thierry Henry jugó los últimos minutos del partido, convirtiéndose así en el primer jugador francés de todos los tiempos en disputar cuatro ediciones de la Copa del Mundo. Ya participó en Francia 1998, donde se proclamó campeón; Corea y Japón 2002, donde la selección francesa hizo gala de una triste defensa de su vigente título mundial; y en Alemania 2006, donde quedó subcampeón.
Se vio envuelto en una polémica por haber impulsado el balón con la mano en lo que a la postre terminaría siendo el gol que dejó fuera del Mundial 2010 a Irlanda, en el partido de vuelta de la repesca europea jugado el 18 de noviembre de 2009. Henry, después del partido admitió lo ocurrido, pero delegó la responsabilidad al árbitro Martin Hansson de Suecia al no sancionar la acción. Asimismo, Irlanda pidió por esa jugada, la repetición del partido, pero su petición fue denegada por la FIFA el 20 de noviembre de 2009. En Francia el jugador fue cuestionado por lo sucedido, y la jugada fue denominada por la prensa local como la La Main de Dieu (La Mano de Dios), haciendo referencia al gol que metió con la mano Diego Maradona en el Mundial de 1986 frente a Inglaterra.
Tras el Mundial de Sudáfrica, donde tuvo un papel secundario con la selección de Francia, Henry confirmó su retirada de les bleus, y apuntó que la decisión la había tomado antes del Mundial pero no podía anunciarla entonces.

## Carrera como entrenador
En agosto de 2016, Henry se convirtió en asistente técnico de Roberto Martínez en la selección de Bélgica.En la Copa Mundial de la FIFA 2018, el seleccionado europeo llegó a las semifinales, pero perdieron ante Francia por 1-0. Unos días más tarde, obtuvieron la medalla de bronce después de derrotar a Inglaterra por 2-0 en el desempate por el tercer puesto.En octubre de 2018, dejó su cargo para iniciar su primera experiencia como entrenador.

### A.S. Monaco
El 18 de octubre de 2018, fue anunciado como entrenador del A.S. Monaco y firmó un contrato por tres temporadas.Sin embargo, los resultados obtenidos no fueron los esperados y el 24 de enero de 2019 fue despedido su cargo cuando el club ocupaba el puesto N°19 en la Ligue 1.

### Montreal Impact
El 14 de noviembre de 2019, Henry se convirtió en entrenador del Montreal Impact de la Major League Soccer, firmando un contrato hasta el final de la temporada 2021 con la opción de extenderlo por un año más.Después de llevar al club al primer puesto en los playoffs, el 25 de febrero de 2021, renunció a su cargo argumentando motivos familiares.

### Segunda etapa en Bélgica
En mayo de 2021, Henry se reincorporó al cuerpo técnico de selección de Bélgica previo a la Eurocopa 2020.Posteriormente, formó parte del cuerpo técnico que dirigió al seleccionado europeo en la Copa Mundial de la FIFA 2022. En febrero de 2023, tras el nombramiento de Domenico Tedesco como entrenador, la Real Asociación Belga de Fútbol decidió prescindir de sus servicios.

### Selección sub-21 de Francia
El 21 de agosto de 2023, fue nombrado entrenador de la selección sub-21 de Francia y también quedó a cargo de la selección sub-23 que disputó la Juegos Olímpicos de París 2024.Luego de obtener la medalla de plata, presentó su renuncia al cargo en agosto de 2024.

## Estadísticas

### Clubes
Actualizado a fin de carrera deportiva.
| Club                              | Temporada     | Div.          | Liga  | Liga  | Liga   | Copas | Copas | Copas  | Internacional | Internacional | Internacional | Total | Total | Total  | Media goleadora |
| Club                              | Temporada     | Div.          | Part. | Goles | Asist. | Part. | Goles | Asist. | Part.         | Goles         | Asist.        | Part. | Goles | Asist. | Media goleadora |
| --------------------------------- | ------------- | ------------- | ----- | ----- | ------ | ----- | ----- | ------ | ------------- | ------------- | ------------- | ----- | ----- | ------ | --------------- |
| A. S. Mónaco F. C. "B" Mónaco     | 1994-95       | 3.ª           | 18    | 5     | 4      | —     | —     | —      | —             | —             | —             | 18    | 5     | 4      | 0,32            |
| A. S. Mónaco F. C. "B" Mónaco     | Total club    | Total club    | 18    | 5     | 4      | 0     | 0     | 0      | 0             | 0             | 0             | 18    | 5     | 4      | 0,32            |
| A. S. Mónaco F. C. Mónaco         | 1994-95       | 1.ª           | 8     | 3     | 1      | —     | —     | —      | —             | —             | —             | 8     | 3     | 1      | 0,38            |
| A. S. Mónaco F. C. Mónaco         | 1995-96       | 1.ª           | 18    | 3     | 5      | 3     | —     | 1      | 1             | —             | —             | 22    | 3     | 6      | 0,14            |
| A. S. Mónaco F. C. Mónaco         | 1996-97       | 1.ª           | 36    | 9     | 8      | 3     | —     | 1      | 9             | 1             | 4             | 48    | 10    | 13     | 0,21            |
| A. S. Mónaco F. C. Mónaco         | 1997-98       | 1.ª           | 30    | 5     | 9      | 5     | —     | 2      | 9             | 7             | 1             | 44    | 12    | 12     | 0,25            |
| A. S. Mónaco F. C. Mónaco         | 1998-99       | 1.ª           | 13    | 1     | 3      | 1     | —     | —      | 5             | —             | 2             | 19    | 1     | 5      | 0,05            |
| A. S. Mónaco F. C. Mónaco         | Total club    | Total club    | 105   | 20    | 26     | 12    | 0     | 4      | 24            | 8             | 7             | 141   | 28    | 37     | 0,20            |
| Juventus F. C. · Italia           | 1998-99       | 1.ª           | 18    | 3     | 3      | 2     | —     | —      | —             | —             | —             | 20    | 3     | 2      | 0,16            |
| Juventus F. C. · Italia           | 1999-2000     | 1.ª           | —     | —     | —      | —     | —     | —      | 1             | —             | —             | 1     | 0     | 0      | 0               |
| Juventus F. C. · Italia           | Total club    | Total club    | 18    | 3     | 2      | 1     | 0     | 0      | 1             | 0             | 0             | 20    | 3     | 2      | 0,15            |
| Arsenal F. C. Inglaterra          | 1999-00       | 1.ª           | 31    | 17    | 8      | 5     | 1     | —      | 12            | 8             | 2             | 48    | 26    | 10     | 0,54            |
| Arsenal F. C. Inglaterra          | 2000-01       | 1.ª           | 35    | 17    | 9      | 4     | 1     | —      | 14            | 4             | 2             | 53    | 22    | 11     | 0,42            |
| Arsenal F. C. Inglaterra          | 2001-02       | 1.ª           | 33    | 24    | 5      | 5     | 1     | 2      | 11            | 7             | —             | 49    | 32    | 7      | 0,65            |
| Arsenal F. C. Inglaterra          | 2002-03       | 1.ª           | 37    | 24    | 20     | 6     | 1     | —      | 12            | 7             | 4             | 55    | 32    | 24     | 0,58            |
| Arsenal F. C. Inglaterra          | 2003-04       | 1.ª           | 37    | 30    | 6      | 4     | 4     | 2      | 10            | 5             | 6             | 51    | 39    | 14     | 0,77            |
| Arsenal F. C. Inglaterra          | 2004-05       | 1.ª           | 32    | 25    | 14     | 2     | —     | 1      | 8             | 5             | —             | 42    | 30    | 15     | 0,71            |
| Arsenal F. C. Inglaterra          | 2005-06       | 1.ª           | 32    | 27    | 8      | 2     | 1     | —      | 11            | 4             | 2             | 45    | 32    | 10     | 0,71            |
| Arsenal F. C. Inglaterra          | 2006-07       | 1.ª           | 17    | 12    | 4      | 3     | 1     | 1      | 7             | 1             | 1             | 27    | 14    | 6      | 0,52            |
| Arsenal F. C. Inglaterra          | 2011-12       | 1.ª           | 4     | 1     | —      | 2     | 1     | —      | 1             | —             | —             | 7     | 2     | 0      | 0,29            |
| Arsenal F. C. Inglaterra          | Total club    | Total club    | 258   | 177   | 84     | 33    | 11    | 6      | 86            | 41            | 17            | 377   | 229   | 104    | 0,61            |
| F. C. Barcelona · España          | 2007-08       | 1.ª           | 30    | 12    | 9      | 7     | 4     | —      | 10            | 3             | 2             | 47    | 19    | 11     | 0,40            |
| F. C. Barcelona · España          | 2008-09       | 1.ª           | 29    | 19    | 8      | 1     | 1     | —      | 12            | 6             | 4             | 42    | 26    | 12     | 0,62            |
| F. C. Barcelona · España          | 2009-10       | 1.ª           | 21    | 4     | 2      | 3     | —     | —      | 8             | —             | 1             | 32    | 4     | 3      | 0,13            |
| F. C. Barcelona · España          | Total club    | Total club    | 80    | 35    | 19     | 11    | 5     | 0      | 30            | 9             | 7             | 121   | 49    | 26     | 0,41            |
| New York Red Bulls Estados Unidos | 2010          | 1.ª           | 12    | 2     | 3      | —     | —     | —      | —             | —             | —             | 12    | 2     | 3      | 0,17            |
| New York Red Bulls Estados Unidos | 2011          | 1.ª           | 29    | 15    | 5      | —     | —     | —      | —             | —             | —             | 29    | 15    | 5      | 0,52            |
| New York Red Bulls Estados Unidos | 2012          | 1.ª           | 27    | 15    | 12     | —     | —     | —      | —             | —             | —             | 27    | 15    | 12     | 0,56            |
| New York Red Bulls Estados Unidos | 2013          | 1.ª           | 32    | 10    | 10     | —     | —     | —      | —             | —             | —             | 32    | 10    | 10     | 0,31            |
| New York Red Bulls Estados Unidos | 2014          | 1.ª           | 35    | 10    | 19     | —     | —     | —      | —             | —             | —             | 35    | 10    | 19     | 0,29            |
| New York Red Bulls Estados Unidos | Total club    | Total club    | 135   | 52    | 49     | 0     | 0     | 0      | 0             | 0             | 0             | 135   | 52    | 49     | 0,39            |
| Total carrera                     | Total carrera | Total carrera | 615   | 290   | 174    | 57    | 16    | 10     | 141           | 59            | 31            | 813   | 408   | 223    | 0,52            |
| 1. 2. 3.                          |               |               |       |       |        |       |       |        |               |               |               |       |       |        |                 |

### Selecciones
| Selección | Temporada     | Amistosos | Amistosos | Amistosos | Europa(1) | Europa(1) | Europa(1) | Mundial(2) | Mundial(2) | Mundial(2) | Total | Total | Total  | Media goleadora |
| Selección | Temporada     | Part.     | Goles     | Asist.    | Part.     | Goles     | Asist.    | Part.      | Goles      | Asist.     | Part. | Goles | Asist. | Media goleadora |
| --- | ------------- | --------- | --------- | --------- | --------- | --------- | --------- | ---------- | ---------- | ---------- | ----- | ----- | ------ | --------------- |
| Sub-16 Francia | 1992          | —         | —         | —         | 1         | 2         | 1         | —          | —          | —          | 1     | 2     | 1      | 2,00            |
| Sub-16 Francia | 1993          | —         | —         | —         | 7         | 2         | 1         | —          | —          | —          | 7     | 2     | 1      | 0,29            |
| Sub-16 Francia | Total         | 0         | 0         | 0         | 8         | 4         | 2         | 0          | 0          | 0          | 8     | 4     | 2      | 0,50            |
| Sub-17 Francia | 1994          | 6         | 6         | 0         | —         | —         | —         | —          | —          | —          | 6     | 6     | 0      | 1,00            |
| Sub-17 Francia | 1995          | 5         | 4         | 1         | —         | —         | —         | —          | —          | —          | 5     | 4     | 1      | 0,80            |
| Sub-17 Francia | Total         | 11        | 10        | 1         | 0         | 0         | 0         | 0          | 0          | 0          | 11    | 10    | 1      | 0,91            |
| Sub-18 Francia | 1996          | —         | —         | —         | 7         | 1         | 2         | —          | —          | —          | 7     | 1     | 2      | 0,14            |
| Sub-18 Francia | 1997          | —         | —         | —         | 6         | 1         | 2         | —          | —          | —          | 6     | 1     | 2      | 0,17            |
| Sub-18 Francia | Total         | 0         | 0         | 0         | 13        | 2         | 4         | 0          | 0          | 0          | 13    | 2     | 4      | 0,15            |
| Sub-19 Francia | 1996          | 5         | 3         | 0         | —         | —         | —         | —          | —          | —          | 5     | 3     | 1      | 0,60            |
| Sub-19 Francia | 1997          | 4         | 2         | 1         | —         | —         | —         | —          | —          | —          | 4     | 2     | 1      | 0,50            |
| Sub-19 Francia | Total         | 9         | 5         | 1         | 0         | 0         | 0         | 0          | 0          | 0          | 9     | 5     | 1      | 0,56            |
| Sub-20 Francia | 1997          | 6         | 4         | 1         | —         | —         | —         | 5          | 3          | 1          | 11    | 7     | 2      | 0,64            |
| Sub-20 Francia | Total         | 6         | 4         | 1         | 0         | 0         | 0         | 5          | 3          | 1          | 11    | 7     | 2      | 0,64            |
| Sub-21 Francia | 1998          | —         | —         | —         | 1         | 0         | 0         | —          | —          | —          | 1     | 0     | 0      | 0,00            |
| Sub-21 Francia | 1999          | —         | —         | —         | 4         | 2         | 1         | —          | —          | —          | 4     | 2     | 1      | 0,50            |
| Sub-21 Francia | Total         | 0         | 0         | 0         | 5         | 2         | 1         | 0          | 0          | 0          | 5     | 2     | 1      | 0,40            |
| Absoluta Francia | 1997          | 1         | 0         | 0         | —         | —         | —         | —          | —          | —          | 1     | 0     | 0      | 0,00            |
| Absoluta Francia | 1998          | 3         | 0         | 1         | 1         | 0         | 0         | 6          | 3          | 0          | 10    | 3     | 1      | 0,30            |
| Absoluta Francia | 1999          | —         | —         | —         | —         | —         | —         | —          | —          | —          | 0     | 0     | 0      | 0,00            |
| Absoluta Francia | 2000          | 9         | 2         | 0         | 5         | 3         | 1         | —          | —          | —          | 14    | 5     | 1      | 0,36            |
| Absoluta Francia | 2001          | 7         | 3         | 5         | —         | —         | —         | —          | —          | —          | 7     | 3     | 5      | 0,43            |
| Absoluta Francia | 2002          | 6         | 1         | 1         | 2         | 2         | 2         | 2          | 0          | 0          | 10    | 3     | 3      | 0,30            |
| Absoluta Francia | 2003          | 4         | 3         | 1         | 5         | 4         | 5         | 5          | 4          | 2          | 14    | 11    | 8      | 0,79            |
| Absoluta Francia | 2004          | 5         | 0         | 1         | 8         | 3         | 0         | —          | —          | —          | 13    | 3     | 1      | 0,23            |
| Absoluta Francia | 2005          | 4         | 2         | 2         | 2         | 1         | 1         | —          | —          | —          | 6     | 3     | 3      | 0,50            |
| Absoluta Francia | 2006          | 5         | 3         | 2         | 4         | 2         | 1         | 7          | 3          | 1          | 16    | 8     | 4      | 0,50            |
| Absoluta Francia | 2007          | 2         | 1         | 0         | 4         | 4         | 1         | —          | —          | —          | 6     | 5     | 1      | 0,83            |
| Absoluta Francia | 2008          | 6         | 2         | 1         | 5         | 2         | 0         | —          | —          | —          | 11    | 4     | 1      | 0,36            |
| Absoluta Francia | 2009          | 1         | 0         | 0         | 8         | 3         | 3         | —          | —          | —          | 9     | 3     | 3      | 0,33            |
| Absoluta Francia | 2010          | 4         | 0         | 0         | —         | —         | —         | 2          | 0          | 0          | 6     | 0     | 0      | 0,00            |
| Absoluta Francia | Total         | 57        | 17        | 14        | 44        | 24        | 14        | 22         | 10         | 3          | 123   | 51    | 31     | 0,42            |
| Total carrera | Total carrera | 83        | 36        | 17        | 70        | 32        | 21        | 27         | 13         | 4          | 180   | 81    | 42     | 0,45            |
| (1) Incluye los partidos de la Eurocopa Sub-16 (1992-93); Eurocopa Sub-18 (1996-97); Eurocopa Sub-21 (1998-99); Eurocopa / Clasificatorias Europeas (1998-09). (2) Incluye los partidos de Copa FIFA Confederaciones (2003). |               |           |           |           |           |           |           |            |            |            |       |       |        |                 |

#### Participaciones en fases finales
| Torneo                    | Sede                   | Resultado        | Partidos | Goles |
| ------------------------- | ---------------------- | ---------------- | -------- | ----- |
| Copa Mundial de 1998      | Francia                | Campeón          | 6        | 3     |
| Eurocopa 2000             | Bélgica y Países Bajos | Campeón          | 5        | 3     |
| Copa Mundial de 2002      | Corea del Sur y Japón  | Primera fase     | 2        | 0     |
| Copa Confederaciones 2003 | Francia                | Campeón          | 5        | 4     |
| Eurocopa 2004             | Portugal               | Cuartos de final | 4        | 2     |
| Copa Mundial de 2006      | Alemania               | Subcampeón       | 7        | 3     |
| Eurocopa 2008             | Austria y Suiza        | Primera fase     | 2        | 1     |
| Copa Mundial de 2010      | Sudáfrica              | Primera fase     | 2        | 0     |

### Resumen estadístico
| Competición           | Partidos | Goles | Promedio | Asistencias | Promedio | Goles y asistencias | Promedio |
| --------------------- | -------- | ----- | -------- | ----------- | -------- | ------------------- | -------- |
| Primera división      | 596      | 285   | 0,48     | 170         | 0,29     | 455                 | 0,76     |
| Tercera división      | 18       | 5     | 0,32     | 4           | 0,21     | 9                   | 0,53     |
| Copas nacionales      | 57       | 16    | 0,28     | 10          | 0,18     | 26                  | 0,46     |
| Copas internacionales | 141      | 59    | 0,42     | 31          | 0,22     | 90                  | 0,64     |
| Selección absoluta    | 123      | 51    | 0,42     | 31          | 0,25     | 82                  | 0,67     |
| Selección sub-21      | 5        | 2     | 0,40     | 1           | 0,20     | 3                   | 0,60     |
| Selección sub-20      | 11       | 7     | 0,64     | 2           | 0,18     | 9                   | 0,82     |
| Selección sub-19      | 9        | 5     | 0,56     | 1           | 0,11     | 6                   | 0,67     |
| Selección sub-18      | 13       | 2     | 0,15     | 4           | 0,31     | 6                   | 0,46     |
| Selección sub-17      | 11       | 10    | 0,91     | 1           | 0,09     | 11                  | 1,00     |
| Selección sub-16      | 8        | 4     | 0,50     | 2           | 0,25     | 6                   | 0,75     |
| Total                 | 993      | 446   | 0,45     | 257         | 0,26     | 703                 | 0,71     |

### Hat-tricks
| 1  | 26 de diciembre de 2000  | Highbury, Londres            | Arsenal FC - Leicester City FC       |  | 6 - 1 | Premier League 2000-01               |
| 2  | 27 de noviembre de 2002  | Olímpico de Roma, Roma       | AS Roma - Arsenal FC                 |  | 1 - 3 | Liga de Campeones de la UEFA 2002-03 |
| 3  | 19 de enero de 2003      | Highbury, Londres            | Arsenal FC - West Ham United FC      |  | 3 - 1 | Premier League 2002-03               |
| 4  | 9 de abril de 2004       | Highbury, Londres            | Arsenal FC - Liverpool FC            |  | 4 - 2 | Premier League 2003-04               |
| 5  | 16 de abril de 2004      | Highbury, Londres            | Arsenal FC - Leeds United FC         |  | 5 - 0 | Premier League 2003-04               |
| 6  | 5 de marzo de 2005       | Highbury, Londres            | Arsenal FC - Portsmouth FC           |  | 3 - 0 | Premier League 2004-05               |
| 7  | 2 de abril de 2005       | Highbury, Londres            | Arsenal FC - Norwich City FC         |  | 4 - 1 | Premier League 2004-05               |
| 8  | 14 de enero de 2006      | Highbury, Londres            | Arsenal FC - Middlesbrough FC        |  | 7 - 0 | Premier League 2005-06               |
| 9  | 7 de mayo de 2006        | Highbury, Londres            | Arsenal FC - Wigan Athletic FC       |  | 4 - 2 | Premier League 2005-06               |
| 10 | 29 de septiembre de 2007 | Ciudad de Valencia, Valencia | Levante UD - F.C. Barcelona          |  | 1 - 4 | Primera División de España 2007-08   |
| 11 | 6 de diciembre de 2008   | Camp Nou, Barcelona          | F.C. Barcelona - Valencia CF         |  | 4 - 0 | Primera División de España 2008-09   |
| 12 | 31 de marzo de 2012      | Red Bull Arena, Nueva Jersey | New York Red Bulls - Montreal Impact |  | 5 - 2 | Major League Soccer 2012             |

## Estadísticas como entrenador

### Clubes
| Equipo                    | Div.         | Temporada    | Liga | Liga | Liga | Liga | Liga |    | Copa | Copa | Copa | Copa |   | Internacional | Internacional | Internacional | Internacional | Internacional |   | Otros | Otros | Otros | Otros |    | Totales     | Totales | Totales | Totales | Totales | Totales | Totales | Totales |
| Equipo                    | Div.         | Temporada    | PD   | G    | E    | P    | Pos. | PD | G    | E    | P    | PD   | G | E             | P             | Pos.          | PD            | G             | E | P     | PD    | G     | E     | P  | Rendimiento | GF      | GC      | Dif.    |         |         |         |         |
| ------------------------- | ------------ | ------------ | ---- | ---- | ---- | ---- | ---- | -- | ---- | ---- | ---- | ---- | - | ------------- | ------------- | ------------- | ------------- | ------------- | - | ----- | ----- | ----- | ----- | -- | ----------- | ------- | ------- | ------- | ------- | ------- | ------- | ------- |
| A. S. Mónaco F. C. Mónaco | 1.ª          | 2018-19      | 12   | 2    | 3    | 7    | Inc. | 4  | 2    | 1    | 1    | 4    | 0 | 1             | 3             | FG            | -             | -             | - | -     | 20    | 4     | 5     | 11 | 28.33%      | 15      | 36      | -21     |         |         |         |         |
| A. S. Mónaco F. C. Mónaco | Total        | Total        | 12   | 2    | 3    | 7    | -    | 4  | 2    | 1    | 1    | 4    | 0 | 1             | 3             | -             | -             | -             | - | -     | 20    | 4     | 5     | 11 | 28.33%      | 15      | 36      | -21     |         |         |         |         |
| CF Montreal · Canadá      | 1.ª          | 2020         | 20   | 7    | 2    | 11   | 18°  | 4  | 1    | 0    | 3    | 4    | 1 | 2             | 1             | 1/4           | 1             | 0             | 0 | 1     | 29    | 9     | 4     | 16 | 35.63%      | 38      | 50      | -12     |         |         |         |         |
| CF Montreal · Canadá      | Total        | Total        | 20   | 7    | 2    | 11   | -    | 4  | 1    | 0    | 3    | 4    | 1 | 2             | 1             | -             | 1             | 0             | 0 | 1     | 29    | 9     | 4     | 16 | 35.63%      | 38      | 50      | -12     |         |         |         |         |
| Total Clubes              | Total Clubes | Total Clubes | 32   | 9    | 5    | 18   | -    | 8  | 3    | 1    | 4    | 8    | 1 | 3             | 4             | -             | 1             | 0             | 0 | 1     | 49    | 13    | 9     | 27 | 32.65%      | 53      | 86      | -33     |         |         |         |         |
| 1. 2. 3.                  |              |              |      |      |      |      |      |    |      |      |      |      |   |               |               |               |               |               |   |       |       |       |       |    |             |         |         |         |         |         |         |         |

### Selecciones
| Francia Sub-21    | 2023-24           | - | - | - | - | - | 4 | 3 | 0 | 1 | - | - | - | - | -   | 2  | 1 | 0 | 1 | 6  | 4  | 0 | 2 | 66.67% | 19 | 7  | +12 |
| Francia Sub-21    | Total             | - | - | - | - | - | 4 | 3 | 0 | 1 | - | - | - | - | -   | 2  | 1 | 0 | 1 | 6  | 4  | 0 | 2 | 66.67% | 19 | 7  | +12 |
| Francia Sub-23    | 2023-24           | - | - | - | - | - | - | - | - | - | - | - | - | - | -   | 7  | 3 | 2 | 2 | 7  | 3  | 2 | 2 | 52.38% | 12 | 9  | +3  |
| Francia Sub-23    | 2024-25           | - | - | - | - | - | - | - | - | - | 6 | 5 | 0 | 1 | 2.° | 3  | 2 | 1 | 0 | 9  | 7  | 1 | 1 | 81.48% | 26 | 8  | +18 |
| Francia Sub-23    | Total             | - | - | - | - | - | - | - | - | - | 6 | 5 | 0 | 1 | -   | 10 | 5 | 3 | 2 | 16 | 10 | 3 | 3 | 68.75% | 38 | 17 | +21 |
| Total selecciones | Total selecciones | - | - | - | - | - | 4 | 3 | 0 | 1 | 6 | 5 | 0 | 1 | -   | 12 | 6 | 3 | 3 | 22 | 14 | 3 | 5 | 68.19% | 57 | 24 | +33 |

### Resumen estadístico
| Equipo             | País              | Periodo                 | Periodo               | Totales | Totales | Totales | Totales | Totales     | Totales | Totales | Totales |
| Equipo             | País              | Desde                   | Hasta                 | PD      | PG      | PE      | PP      | Rendimiento | GF      | GC      | DG      |
| ------------------ | ----------------- | ----------------------- | --------------------- | ------- | ------- | ------- | ------- | ----------- | ------- | ------- | ------- |
| A. S. Mónaco F. C. | Mónaco            | 13 de octubre de 2018   | 24 de enero de 2019   | 20      | 4       | 5       | 11      | 28.33%      | 15      | 36      | -21     |
| CF Monteréal       | Canadá            | 14 de noviembre de 2019 | 25 de febrero de 2021 | 29      | 9       | 4       | 16      | 35.63%      | 38      | 50      | -12     |
| Francia Sub-21     | Francia           | 21 de agosto de 2023    | 12 de agosto de 2024  | 6       | 4       | 0       | 2       | 66.67%      | 19      | 7       | +12     |
| Francia Sub-23     | Francia           | 21 de agosto de 2023    | 12 de agosto de 2024  | 16      | 10      | 3       | 3       | 68.75%      | 38      | 17      | +21     |
| Consolidado Total  | Consolidado Total | Consolidado Total       | Consolidado Total     | 71      | 27      | 12      | 32      | 43.66%      | 110     | 110     | 0       |

## Palmarés

### Como jugador

#### Campeonatos nacionales
| Título                     | Club               | País           | Año  |
| -------------------------- | ------------------ | -------------- | ---- |
| Ligue 1                    | A. S. Mónaco       | Francia        | 1997 |
| Supercopa de Francia       | A. S. Mónaco       | Francia        | 1997 |
| Premier League             | Arsenal F. C.      | Inglaterra     | 2002 |
| FA Cup                     | Arsenal F. C.      | Inglaterra     | 2002 |
| Community Shield           | Arsenal F. C.      | Inglaterra     | 2002 |
| FA Cup                     | Arsenal F. C.      | Inglaterra     | 2003 |
| Premier League             | Arsenal F. C.      | Inglaterra     | 2004 |
| Community Shield           | Arsenal F. C.      | Inglaterra     | 2004 |
| FA Cup                     | Arsenal F. C.      | Inglaterra     | 2005 |
| Copa del Rey               | F. C. Barcelona    | España         | 2009 |
| Primera División de España | F. C. Barcelona    | España         | 2009 |
| Supercopa de España        | F. C. Barcelona    | España         | 2009 |
| Primera División de España | F. C. Barcelona    | España         | 2010 |
| Conferencia Este           | New York Red Bulls | Estados Unidos | 2010 |
| Conferencia Este           | New York Red Bulls | Estados Unidos | 2013 |
| MLS Supporters' Shield     | New York Red Bulls | Estados Unidos | 2013 |

#### Campeonatos internacionales
| Título                 | Club                 | Sede                   | Año  |
| ---------------------- | -------------------- | ---------------------- | ---- |
| Copa Mundial de Fútbol | Selección de Francia | Francia                | 1998 |
| Copa Intertoto         | Juventus FC          | Rennes                 | 1999 |
| Eurocopa               | Selección de Francia | Bélgica y Países Bajos | 2000 |
| Copa Confederaciones   | Selección de Francia | Francia                | 2003 |
| UEFA Champions League  | F. C. Barcelona      | Roma                   | 2009 |
| Supercopa de Europa    | F. C. Barcelona      | Mónaco                 | 2009 |
| Copa Mundial de Clubes | F. C. Barcelona      | Emiratos Árabes        | 2009 |

### Como entrenador

#### Campeonatos internacionales
| Título           | Club                 | Sede  | Año  |
| ---------------- | -------------------- | ----- | ---- |
| Juegos Olímpicos | Selección de Francia | París | 2024 |

#### Distinciones individuales

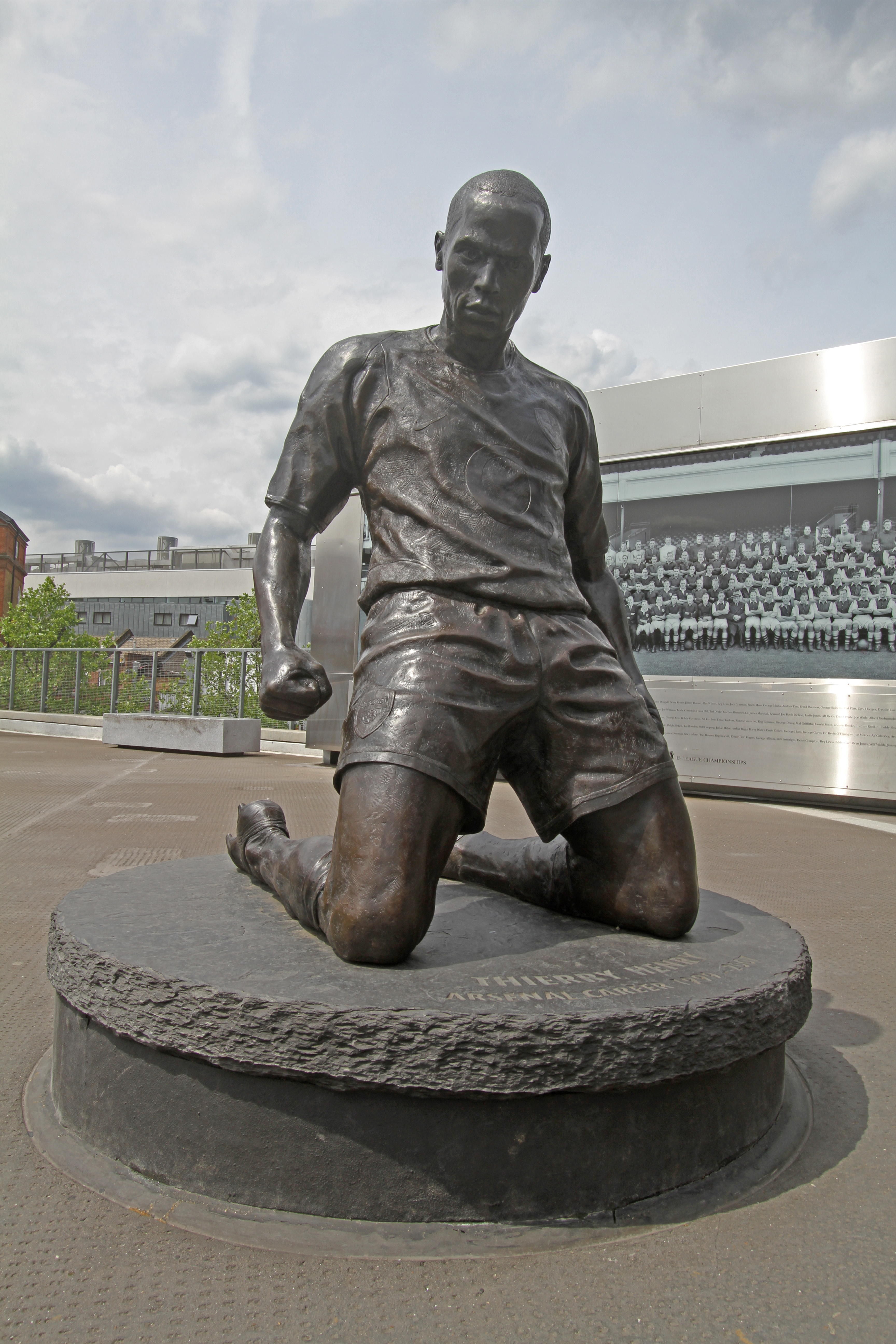
Estatua de Thierry Henry en el Emirates Stadium.

| Distinción                                                            | Año                          |
| --------------------------------------------------------------------- | ---------------------------- |
| Jugador francés joven del año                                         | 1997                         |
| Jugador francés del año                                               | 2000, 2003, 2004, 2005, 2006 |
| Equipo del Torneo de la Eurocopa                                      | 2000                         |
| Equipo del año UEFA                                                   | 2001, 2002, 2003, 2004, 2006 |
| Máximo goleador de la Premier League                                  | 2002, 2004, 2005, 2006       |
| Premio PFA al jugador del año                                         | 2003, 2004                   |
| Jugador del año FWA                                                   | 2003, 2004, 2006             |
| Máximo goleador de la Copa FIFA Confederaciones (4 goles)             | 2003                         |
| Mejor jugador de la Copa Confederaciones                              | 2003                         |
| Once de Oro                                                           | 2003, 2006                   |
| Balón de Plata                                                        | 2003                         |
| Bota de Oro                                                           | 2004, 2005                   |
| Jugador Mundial de la FIFA (2º)                                       | 2004, 2005                   |
| Jugador FIFA 100                                                      | 2004                         |
| Equipo del año ESM en Europa                                          | 2004                         |
| Equipo de las Estrellas de la Copa Mundial                            | 2006                         |
| XI Mundial FIFA/FIFPro                                                | 2006                         |
| Balón de Bronce                                                       | 2006                         |
| Incluido en el Dream Team de la historia de las Eurocopas por la UEFA | 2016                         |
| Once histórico de bronce del Balón de Oro                             | 2020                         |

### Condecoraciones
| Distinción                      | Año  |
| ------------------------------- | ---- |
| Caballero de la Legión de Honor | 1998 |

### Récords personales
- Jugador con más goles convertidos en el Arsenal: (237 goles).
- Jugador con más goles convertidos en la Premier League con el Arsenal: (176 goles).
- Jugador con más goles convertidos en la Liga de Campeones de la UEFA con el Arsenal: (35 goles).
- Jugador con más partidos disputados en la Liga de Campeones de la UEFA con el Arsenal: (78 partidos).